# Catarina Cornaro
Catarina Cornaro (em italiano:  Caterina; Veneza, 25 de novembro de 1454 — Veneza, 10 de julho de 1510) foi a última rainha do Chipre, entre 26 de agosto de 1474 a 26 de fevereiro de 1489, e declarada como a "Filha de São Marcos", a fim de que a República de Veneza pudesse reivindicar o controle de Chipre após a morte de seu marido, Jaime II ("James, o Bastardo").